# Eugenia acrisepala
Eugenia acrisepala är en myrtenväxtart som beskrevs av Rafaël Herman Anna Govaerts. Eugenia acrisepala ingår i släktet Eugenia och familjen myrtenväxter. Inga underarter finns listade i Catalogue of Life.